# Paňčála

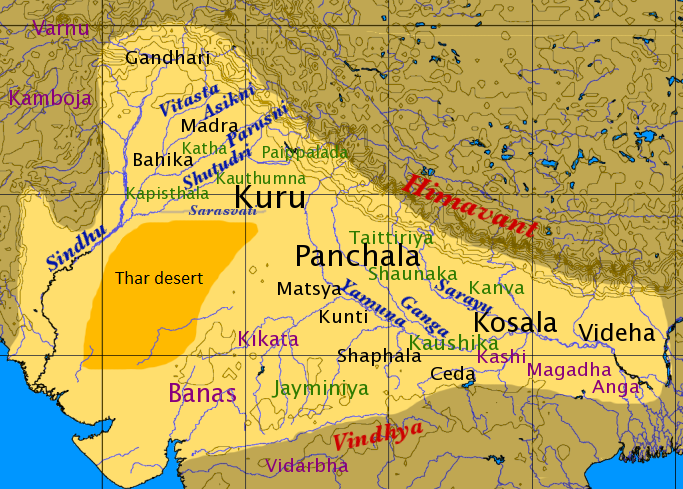
Přibližná poloha Paňčály ve védském období

Paňčála (japonsky: पांचाल), též Paňčálsko, je území v Indii v oblasti mezi toky řek Gangy a Jamuny, kolem měst Kánpur a Varánásí. V době starověku tvořili obyvatelé Paňčály malé království, jedno z šestnácti mahádžanapad. V blízkosti paňčálského království se nacházely další malé země jako Kóšalsko a království Kuruů. Území Paňčály se nachází v dnešním Uttarpradéši v okresech Barélí, Badájún a Farruchábád.
V době védské civilizace byla Pančála jedním z jejích „městských“ center a bylo to právě zde, kde se zhruba mezi lety 1100-600 př. n. l. rozvíjela tzv. kultura šedě malované keramiky. Paňčála je též zmíněna v indickém eposu Mahábhárata, kde vystupuje jako rodiště princezny Draupadí.